# 알렉산더 그랜덤

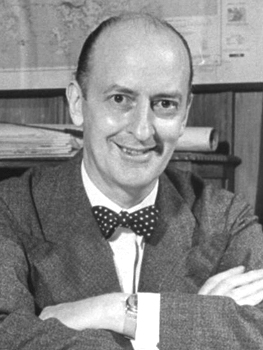
알렉산더 그랜덤

알렉산더 윌리엄 조지 허더 그랜덤 경, GCMG (Sir Alexander William George Herder Grantham, 중국어: 葛量洪, 1899년 3월 15일~1978년 10월 4일)은 영국의 식민지 관료로 피지 총독과 홍콩의 총독 등에 재임했다.

## 홍콩 총독
알렉산더 그랜덤은 홍콩의 중국인들이 사회 복지에는 관심을 거의 갖지 않는 것으로 판단하여 복지 확대를 주장하는 전임 총독 마크 영의 제안에 반대했고 그 대신 홍콩 입법국에 선출직 영국인 비관수의원(일종의 비공식 구성원)을 둘 것을 제안했다.
또한 무주택자를 위한 주택 건설 등 주거 정책을 시작하였고 이후 영국령 홍콩 정부는 홍콩 서민들이 저비용으로 주택을 구입할 수 있게 하는 등 주택 정책에 깊게 관여하게 되었다.
| 전임 마크 영 | 제22대 홍콩의 총독 1947년 7월 25일~1957년 12월 31일 | 후임 로버트 블랙 |